# Neuwestaramäische Sprache
Neuwestaramäisch gehört zu den Aramäischen Sprachen und wird heute nur noch in Dschubb-'Adin und teilweise in Maalula, bis zum Bürgerkrieg in Syrien auch as-Sarcha, also lediglich in drei syrischen Bergdörfern im Qalamun-Gebirge gesprochen.

## Verbreitung
Die drei Bergdörfer Maalula, Bacha’a (Bach'a, arabisch as-Sarcha) und Dschubb-'Adin (Jubb'adin) sind beziehungsweise waren der Rest des einst ausgedehnten westaramäischen Sprachgebiets. Einst umfasste das westaramäische Sprachgebiet auch Palästina und den Libanon. Im 18. Jahrhundert wurden auch noch im heutigen Libanon neuwestaramäische Dialekte gesprochen. Jedes der drei Dörfer hat einen eigenen Dialekt.

## Dialekte
Von den drei Dialekten ist wohl der von Bach'a der konservativste; er wurde am wenigsten vom Arabischen beeinflusst. Der Dialekt von Dschubb-'Adin, dessen Bewohner Muslime sind, hat am stärksten arabische Einflüsse aufgenommen.

## Herkunft und Sprache Jesu
Das Neuwestaramäische wird auf Dialekte des Westaramäischen zurückgeführt, die bereits zur Zeit Jesu existierten. Jesus von Nazareth, als dessen Muttersprache das Aramäische gilt, lebte in Galiläa, wo der galiläische Dialekt des damaligen Westaramäischen gesprochen wurde. Als bekanntestes im Neuen Testament auf Aramäisch wiedergegebenes Zitat Jesu gilt der Ausruf am Kreuz „Mein Gott, mein Gott, warum hast du mich verlassen?“, bei Matthäus Eli, Eli, lama sabachtani? (Mt 27,46 ) und bei Markus als Eloi, Eloi, lama sabachtani? (Mk 15,34 ) wiedergegeben. Bis heute spielt die Identifikation der Volkssprache Maalulas mit der Sprache Jesu eine zentrale Rolle für die ethnische Identität der christlichen Dorfbewohner. Das in Galiläa und im übrigen Palästina gesprochene Westaramäische wurde aber vom Arabischen ganz verdrängt. Die bis heute überlebenden Dialekte des Neuwestaramäischen leiten sich wahrscheinlich von einer weiter nördlich gesprochenen Variante des zur Zeit Jesu gesprochenen Westaramäischen ab und haben eine zweitausendjährige Geschichte mit Sprachwandel durchgemacht. So gibt der Aramäischlehrer aus Maalula Emad Rehan Jesu Worte am Kreuz mit Ili ma'schbaktani? wieder.

## Verschriftlichung und Schriftenstreit
Im Gegensatz zum Assyrisch-Neuaramäischen beziehungsweise Syrischen (Syriakischen), das auf eine reiche Literaturtradition in syrischer Schrift zurückblickt, wurde das Neuwestaramäische bis 2006 ausschließlich mündlich tradiert, also nicht in geschriebener Form verwendet.
2006 wurde in Maalula mit Unterstützung der syrischen Regierung ein aramäisches Sprachinstitut (Sprachenschule) gegründet. Mitgründer war der 2019 als einziger aramäischer Sprachlehrer in Maalula verbliebene George Saarur. Der Vorsitzende des Sprachinstituts, George Rizkalla (Rezkallah), erhielt den Auftrag, ein Lehrbuch in Westaramäisch zu schreiben. Die Sprache war bisher nicht verschriftlicht, und Rizkalla entschied sich für das hebräische Alphabet, in dem über 2000 Jahre zuvor jüdische Texte in galiläischem Westaramäisch verfasst worden waren – nicht jedoch im Gebiet von Maalula, sondern im Gebiet des heutigen Israel. Diese Entscheidung stieß bei der syrischen Regierung und in Teilen der Bevölkerung auf Ablehnung. Angesichts dessen entschied sich Rizkalla für eine modifizierte Quadratschrift. Auf Grund ihrer Ähnlichkeit mit dem Hebräischen erließ im Februar 2010 die syrische Regierung ein Verbot dieser Schrift und ließ sämtliche inzwischen angefertigten aramäischen Aufschriften in Maalula entfernen. In Reaktion darauf entschloss sich Rizkalla dazu, das nächste Lehrbuch in syrischer Schrift zu verfassen, wie sie auch bei den Assyrern beispielsweise in der Peschitta verwendet wird. Dies war jedoch kurz vor Ausbruch des Bürgerkriegs in Syrien.

## Soziolinguistische Situation vor dem Bürgerkrieg
Der Erlanger Professor für Aramäisch Otto Jastrow bezeichnete 2010 Westaramäisch als „sehr lebendig. Es braucht keine Maßnahmen, um wiederbelebt zu werden.“ Es benötige keine eigene Schrift, sondern könne ebenso mit arabischen Buchstaben geschrieben werden. Auch der griechisch-orthodoxe Christ Emad Rehan, 2009 noch als junger Lehrer am kurz zuvor gegründeten aramäischen Sprachinstitut in Maalula, bestätigte, dass Aramäisch Umgangssprache in seinem Heimatort Maalula sei und er selbst Arabisch erst in der Schule gelernt habe. Nach seinen Worten waren es aber bereits 2009 „vor allem die Alten, die das Aramäisch aktiv benutzen“, und auch in den Kirchen sei Aramäisch kaum noch zu hören gewesen, denn die Liturgie sei je nach Kirche (katholisch oder orthodox) auf Latein oder Griechisch und die Predigt auf Arabisch. Der Heidelberger Semitist Werner Arnold stellte 2003 zwar fest, dass noch viele junge Menschen in Maalula mit Neuwestaramäisch aufwüchsen, stellte jedoch bereits damals in Frage, ob die Sprache die nächste Generation überleben werde. So lebe ein Großteil der Dorfbewohner nur zwei bis drei Monate in Maalula und in der übrigen Zeit in Damaskus und an anderen Orten, wo das Aramäische nicht an die Kinder weitergegeben werde.

## Situation durch den Bürgerkrieg
In Folge des Bürgerkriegs in Syrien ist das Neuwestaramäische akut vom Aussterben bedroht. Maalula und Bacha’a (as-Sarcha) waren von Ende 2013 bis April 2014 von islamistischen Rebellen der al-Nusra-Front besetzt. Nach Angaben des aus Maalula stammenden Sprachexperten George Saarur lebt nunmehr ein Großteil der jungen Generation aus Maalula in Damaskus und an anderen Orten, wo das Aramäische nicht mehr an die Kinder weitergegeben wird und diese nur noch mit Arabisch aufwachsen. Nach seinen Worten sprechen 80 % der Christen von Maalula kein Aramäisch mehr, und die restlichen 20 % sind über 60 Jahre alt. Nach der Vertreibung der Islamisten kehrte bis 2019 nur etwa ein Drittel der Bewohner von Maalula in die Heimat zurück. Der 80-jährige Bürgermeister von Maalula, Elias Thaalab, sieht die Bewahrung des Aramäischen als sehr wichtig an, räumt aber die mangelnden Sprachkenntnisse bei den jungen Menschen ein. Es gibt Versuche, die Kenntnisse der Sprache im Kindergarten zu fördern, doch gibt es dort nur noch 30 Kinder, während es früher 100 waren. Bacha’a (as-Sarcha) wurde im Krieg völlig zerstört, und sämtliche Überlebenden flohen in andere Teile Syriens oder nach Libanon, wo die Kinder ebenfalls mit Arabisch aufwachsen. Das muslimische Dschubb-'Adin fiel dagegen nie unter Kontrolle der Rebellen und wurde nicht zerstört, so dass ein großer Teil der Bewohner blieb. Somit ist Jubb'adin das einzige der drei westaramäischen Dörfer, aus dem die Aramäer nicht vertrieben wurden.